# Омаха Найтс
Омаха Найтс (англ. Omaha Knights) — небраська хокейна команда, що базується місті Омаха (англ. Omaha), США. Грали в Американській хокейній лізі та інших регіональних лігах. «Лицарі Омахи» засновані в 1930-х роках, ігри проводили на Ак-Сар-Бен Колізей (Ak-Sar-Ben Coliseum) та Омаха Цівік Аудіторіум (Omaha Civic Auditorium).

## Історичні віхи команди
- Рік заснування невідомий, але в 30-40 роках XX століття періодично грали у місцевих хокейних лігах.
- «Омаха Найтс» самостійний сезон 1939—1942 роки у Американській хокейній лізі.
- «Омаха Найтс», будучи однією з патронуючих команд від «Детройт Ред-Вінгс» (англ. Detroit Red Wings), з 1945 по 1951 роки «лицарі» грають у Хокейній Лізі Сполучених Штатів.
- «Омаха Найтс» самостійно з 1959 по 1975 роки у Міжнародній лізі з хокею реорганізовану згодом у Центральну хокейну лігу.
- «Омаха Ак-Сар-Бен Найтс» (англ. Ak-Sar-Ben Knights), з 2005 по 2007 роки грали у Американській лізі з хокею
- Між визначеними періодами (після викупу їх франшиз багатшими хокейними клубами) місцеві хокеїсти цієї команди грали у місцевих хокейних лігах набагато нижчого рівня та за команди з іншими назвами.

## Перед-історія
У 1895 в Омаха — столиці штату Небраска, відбувався (як зазвичай протягом 20 років) державний ярмарок на Omaha Driving Park Association. Як це часто бувало, під час цих подій виникало багато неприємних ситуацій пов'язаних з неадекватною поведінкою деяких жителів та гостей свята, причиною ж було зловживання алкоголем та чисельні азартні ігри. Про ці ситуації дійшла інформація аж до Вашингтона, тоді президент Лінкольн[прояснити] видав попередження громаді штату, якщо вони нічого не змінять — вони втратять статус державного ярмарку. В ультиматумі вказувалося: забезпечити на Ярмарку різні розваги та конкурси, за винятком салунів, кабаре, гральних будинків, публічних домів та боксерських боїв, які є неприпустимі на сімейному святі. Звичайно ж таку позицію підтримали свідомі громадяни містечка та штату (хоч їх спочатку було не багато), тим більше, що уряд покривав значні фінансові потреби Омахи, та бізнесменів штату, й підтримував необхідні удосконалення для міста і державного-виставкового комплексу.
Тому у вечері 28 березня 1895 року відкрилася нарада з 60-ма з найвідомішими бізнесменами Омахи. На цьому засіданні було вибрано 12 чоловіків, які сформували Виконавчий комітет Чоловічої Бізнес Асоціації Омахи (організація все ще існує) і які прийняті за «присягу справедливості» фестивального тижня. Було представлено амбіційний план для забезпечення всіх умов уряду та врахування інтересів бізнесу та громади Омахи.
Ці 12 чоловік стали початковими членами Ради керуючих «Лицарів Ак-Сар-Бен». Вони й відправилися в подорож до Нью-Орлеану щоб перейняти досвід проведення фестивалю-карнавалу — «Марді Ґрас», та налагодити співпрацю з тими цивільними групами, які й організовують свято Марді Ґрас. Потягом з Нью-Орлеана до Омахи «12 апостолів Омахи» вели бурхливі дискусії та ділилися побаченим. Вони розуміли, що їхнє свято також буде масштабним з прогресивним світоглядом, але необхідно додати ще й своєї родзинки. Саме там, в потязі й були сформовані принципи «місії Лицарів Ак-Сар-Бен».
Від тих часів й повелося, що всі прогресивні та суспільно значущі справи в житті Омахи йшли найчастіше від «Лицарів Ак-Сар-Бен» та за їх найбільшої підтримки. Багато спортивних дійств та команд були започатковані ними, надавалася підтримка культурним та суспільним проектам. Навіть коли уряд змінив пріоритети й перестав підтримувати місцевий ярмарок, «Лицарі Ак-Сар-Бен» продовжували ним опікуватися, навіть його розширивши (цей ярмарок популярний й до наших днів — уже майже 150 років). Мету: «для побудови більш процвітаючого Гартленду (регіон США), де громади можуть процвітати, і кожна дитина може добитися успіху», вони здійснювали в організації та сприянні бізнесу штату і стимулюванні зусиль в сільськогосподарській галузі, особливо тваринництва, також розширили, коли залучилися до суспільних дій, спортивних (родео, боротьба, хокей…) та мистецьких заходів.
Близько 8500 осіб були присутніми на відкритті іподрому Ак-Сар-Бен, саме 14 вересня 1920 року відбулися перші кінні перегони, які тривали чотири дні (один день був закріплений за гоночними машинами). З 80-х років XX століття одні з найпопулярніших світових верхогонів (входять в десятку). А в 1929 році було вже відкрито Ak-Sar-Ben Coliseum — криту споруду в якій відбувалися спортивні, мистецькі та інші заходи. Згодом все це переросло у великий відпочинковий суспільний комплекс.
Саме «Лицарі Ак-Сар-Бен» стали засновниками хокейної команди Омахи (як і багатьох інших), надаючи їм значну допомогу. Громада Омахи постійно підтримувала своїх хокеїстів, які не забарилася їм віддячити, здобуваючи різноманітні трофеї в різних турнірах та показуючи цікаву гру.

## Домашні майданчики

### «Ак-Сар-Бен Колізеум»
«Ак-Сар-Бен Колізеум» був головною спортивною та концертною ареною для Омахи протягом понад 70 років, після свого відкриття — 1929 року. Популярні виконавці, починаючи від Френка Сінатри до Нірвани збирали тут повні зали. Це була домашня арена хокейної команди «Лицарі Омахи», тут провели останні свої 10 років «Улани з Омахи» і баскетбольної команди «Верхогонщики Омахи». «Колізеум» вміщає 5 700 глядачів, розміри арени 200 футів / 85 футів.
Вже після 1995 року (після закриття іподрому) споруду «Колізеуму» потроху перестали експлуатувати. А після того, як домовилися про продаж частини майна «Ак-Сар-Бен Лицарів», і що федеральним урядом буде пожертовано частиною земельної ділянки для Університету Небраски в Омасі на її «Ак-Сар-Бен Кампус» і розбудову нового коледжу інформаційних технологій, доля спортивної споруди була вже вирішена. У 2003 році «Ак-Сар-Бен Колізеум» був закритий, у 2005 році більшу частину споруди було знесено, залишилися частини стін та Історія.

### «Омахи Громадський Аудиторіум»
«Громадський Аудиторіум Омахи» є багатоцільовим Культурним Центром в Омасі, штат Небраска. Відкритий у 1954 році він перевищив Ак-Сар-Бен Колізей як найбільший громадський розважальний комплекс у місті. Він складається з: спортивної арени, концертного майданчика, виставкові зали, «манкусо» холу.
- Спортивна Арена в наш час[коли?] вміщує до 9300 людей у спортивних заходах і до 10960 на концертах. У минулому році арена була домашньою для: «Крайтон Блуджаз» — чоловічої баскетбольної команди Університету Небраски в Омасі; хокейної команди «Ак-Сар-Бен Лицарі з Омахи» — американських Хокейної ліги команди, та «Канзас-Сіті-Омаха Найтс» баскетбольна команда НБА (1972—1975). Сьогодні базуються: «Омаха Біф» футбольна команда (міні-футбол) і Крайтон жіноча баскетбольна і волейбольна команди. Він також використовується для виставок, концертів, менше для конференцій, а також місцевих подій.
- Музичний зал (концертний майданчик) «Омахи Громадський Аудиторіум» розташований у східній стороні споруди та використовується для концертів, бродвейських шоу, та інших заходів. У наш час[коли?] налічує 2453 посадкових місць і добре відома своєю приємною атмосферою.
- Експозиційна зала (виставкові зали) «Омахи Громадський Аудиторіум» займає 43400 квадратних футів (4000 м²) для конференцій та виставок.
- «Манкусо» хол в «Омахи Громадському Аудиторіумі» для місцевих подій, використовуються для учасників виставок, концертів, бенкетів, презентацій і конференцій та інших заходів, налічує 2500 місць для проведення концертів і 1500 для бенкетів.

## Омаха Найтс

### Зародження команди
«Лицарі Омахи» — хокейна команда, яка входила до складу Американської асоціації хокею, грала у малих лігах, представляла товариство «Ак-Сар-Бен Лицарів» з Омахи, штату Небраска. Спочатку це були товариські та ознайомчі турніри на початку 30-х років XX століття, в яких брала участь ця аматорська дружина. Але через зростання популярності цієї гри та зацікавленням до неї комерційних структур, були врешті-решт проведені певні адміністративні кроки. Так з'явилися регіональні хокейні ліги, однією з них і була Американська Хокейна Ліга, в якій довелося брати участь хокеїстам з Омахи. Лицарі почали виступати у цій лізі з 1939 року, і вже у 1942 році вони стали переможцями ліги. Тільки от II Світова війна завадила ще більшим успіхам цієї команди, оскільки в США хокейні і (не тільки) команди та ліги вимушено припинили свою діяльність.
- - статистичні дані гравців «Омаха Лицарі» сезон 1939—1940 років [Архівовано 24 липня 2008 у Wayback Machine.]
- - статистичні дані гравців «Омаха Лицарі» сезон 1940—1941 років [Архівовано 7 вересня 2008 у Wayback Machine.]
- - статистичні дані гравців «Омаха Лицарі» сезон 1941—1942 років [Архівовано 5 січня 2009 у Wayback Machine.]

### зразу після війни
- - статистичні дані гравців «Омаха Лицарі» сезон 1945—1946 років [Архівовано 18 жовтня 2009 у Wayback Machine.]
- - статистичні дані гравців «Омаха Лицарі» сезон 1946—1947 років [Архівовано 2 лютого 2010 у Wayback Machine.]
- - статистичні дані гравців «Омаха Лицарі» сезон 1947—1948 років [Архівовано 20 липня 2008 у Wayback Machine.]
- - статистичні дані гравців «Омаха Лицарі» сезон 1948—1949 років [Архівовано 2 лютого 2010 у Wayback Machine.]
- - статистичні дані гравців «Омаха Лицарі» сезон 1949—1950 років [Архівовано 7 жовтня 2008 у Wayback Machine.]
- - статистичні дані гравців «Омаха Лицарі» сезон 1950—1951 років [Архівовано 20 липня 2008 у Wayback Machine.]

### остання сторінка «Ак-Сар-Бен Омаха Лицарі»
У 2005 році АХЛ франшизу в Калгарі Флеймс (саме в «Сент-Джонс Флеймс», якій її було надано з 1993—2003) було викуплено знову до Омахи. Цьому посприяли, як завжди місцева громадська організація «Ак-Сар-Бен Лицарі», тому цього разу в назву команди внесені реквізити цієї структури, та й на логотипі, із збереженням ще й полум'я від Калгарі Флеймс. Після двох важких сезонів, появилися чутки, що команда знову віддасть свою франшизу. Перед початком сезону 2007—2008 року так і сталося.
| перший сезон - Голи: 28 Карсен Джермін (2006-07) - Асистування: 43 Андрій Таратухін (2006-07) - Очки: 60 Дастін Бойд, Карсен Джермін Андрій Таратухін (2006-07) - Штрафні хвилини: 294 Брандон Пруста (2005-06) - Плюс/мінус: +27 Девід Ван Дер Ґулік (2006-07) - Виграно воротарем: 35 Кертіс МакЕлгінні (2006-07) - Шот-аутс: 7 Кертіс МакЕлгінні (2006-07) - пропущено за гру: 2.13 Кертіс МакЕлгінні (2006-07) - %: .917 Кертіс МакЕлгінні (2006-07) | за два сезони - Голи: 52 Карсен Джермін - Асистування: 63 Карсен Джермін - Очки: 115 Карсен Джермін - Штрафні хвилини: 505 Брандон Пруста - Плюс/мінус: +49 Девід Ван Дер Ґулік - Виграно воротарем: 44 Кертіс МакЕлгінні - Шот-аутс: 10 Кертіс МакЕлгінні - Кар'єра ігор: 156 Воррен Петерс |

- - статистичні дані гравців «Омаха Ак-Сар-Бен Лицарі» сезон 2005—2006 років [Архівовано 19 липня 2009 у Wayback Machine.]
- - статистичні дані гравців «Омаха Ак-Сар-Бен Лицарі» сезон 2006—2007 років [Архівовано 19 липня 2009 у Wayback Machine.]